# Sarcofago paleocristiano
I sarcofagi paleocristiani sono quelli prodotti dai primi cristiani, in particolare si conoscono esemplari del III secolo, fino al V secolo circa.
La produzione dei sarcofagi romani con decorazione scolpita si sviluppa dagli inizi del II secolo in seguito al progressivo abbandono del rito dell'incinerazione (cremazione dei defunti) a favore di quello dell'inumazione (seppellimento) che, nel corso del secolo, si impone in tutto l'impero.
Si tratta tuttavia di una sepoltura costosa, riservata dunque alle famiglie benestanti. La cessazione delle persecuzioni contro i cristiani voluta da Gallieno nel 260, inaugura per le comunità cristiane un periodo di pace che si prolungherà fino alla fine del secolo e che permette al Cristianesimo di diffondersi nell'esercito, nelle alte cariche dell'amministrazione e persino nella cerchia dell'imperatore.
Nella seconda metà del III secolo, soprattutto per l'aumentata richiesta da parte di questa categoria di cristiani benestanti, si diffonde ampiamente l'uso dei sarcofagi,  il cui trattamento plastico segue le tendenze della scultura contemporanea.

## Cronistoria

### Dai Severi ai Tetrarchi
Tra i soggetti prediletti le scene bucolico-marittime e le composizioni con filosofi e muse. Un'atmosfera spirituale, libera dai vincoli di tempo e di luogo, sembra distinguere i più antichi sarcofagi cristiani, detti del paradiso per la visione idilliaca che offrono con gli sfondi di alberi presenti sulla fronte, che pare volutamente trasposta in un mondo ultraterreno. Al gruppo più antico appartiene il sarcofago di Santa Maria Antiqua, conservato nell'antica chiesa e sicuramente prodotto in un'officina romana. Le figure del "Filosofo" e dell'"Orante" già presenti nel repertorio figurativo ellenistico-romano come personificazioni della Philantropia e della Pietas, virtù precipue della filosofia stoica, si associano in questo sarcofago a scene del Vecchio Testamento (la storia del profeta Giona), alla figura del "Buon Pastore", e ad una scena di battesimo: l'"Orante" viene quindi a simboleggiare l'anima della defunta, mentre il "Filosofo" è il simbolo dell'insegnamento cristiano ovvero del Cristo docente. Anche se la forma della lenòs e la decorazione di questo sarcofago risentono del gusto ellenico, tuttavia l'insieme si fa disorganico, episodico; il legame fra i diversi elementi è solo concettuale e la composizione è scandita unicamente dai fusti arborei e dalla forte cesura di Giona e del padiglione soprastante.

### Dalla Tetrarchia a Costantino
A partire dall'ultimo ventennio del III secolo, ai temi bucolici e idilliaci vanno aggiungendosi, in maniera rapida e tumultuosa, nuove scene bibliche: Noè, Daniele, i Tre Ebrei nella fornace, Adamo ed Eva, il Battesimo di Gesù, la Moltiplicazione dei Pani, il Miracolo di Cana, l'Emorroissa guarita, la Guarigione del Cieco, Lazzaro, e le prime scene pietrine. Il messaggio di salvezza viene espresso con chiarezza ancor maggiore, poiché le varie scene tra loro accostate non seguono criteri spazio-temporali, ma piuttosto una ricerca di ritmo soggettivo e astratto, con valore simbolico e catechetico.
La fronte del sarcofago si configura come fregio continuo in cui si susseguono cinque, sette o persino nove scene. Nel disorganico racconto degli avvenimenti biblici s'inserisce la figura del Cristo come Dio giovane e bello (ideale dell'Apollo-Helios mai perduto nell'antichità), Taumaturgo e dispensatore di grazie; quest'immagine subentra a quella del Cristo-filosofo della generazione precedente e preannuncia l'avvento del Re Vittorioso invocato durante le ultime cruente persecuzioni. Un esempio è il Sarcofago di Claudianus del Museo Nazionale Romano.
Rispetto al secolo precedente si nota un mutamento stilistico, che nell'arte ufficiale è riscontrabile nella Base dei Decennali del Foro Romano (303 d.C.) e, più tardi, nell'Arco di Costantino (315 d.C.): trapano usato con minor frequenza, testa tendente alla forma stereometrica tipica dell'età tetrarchica, capigliatura resa a piccoli solchi, rilievo piatto, disposizione paratattica delle figure, che priva la narrazione di ogni drammaticità.
Alla corrente artistica d'impronta popolaresca attiva nelle officine romane s'attribuiscono i “sarcofagi a grandi pastorali”, formalmente ispirati agl'idillici bucolici d'origine ellenistica, ma evocanti nel contenuto visioni di pace e riposo. Uno degli esemplari più noti è quello di Villa Doria Pamphilj.

## Produzione e tipologia

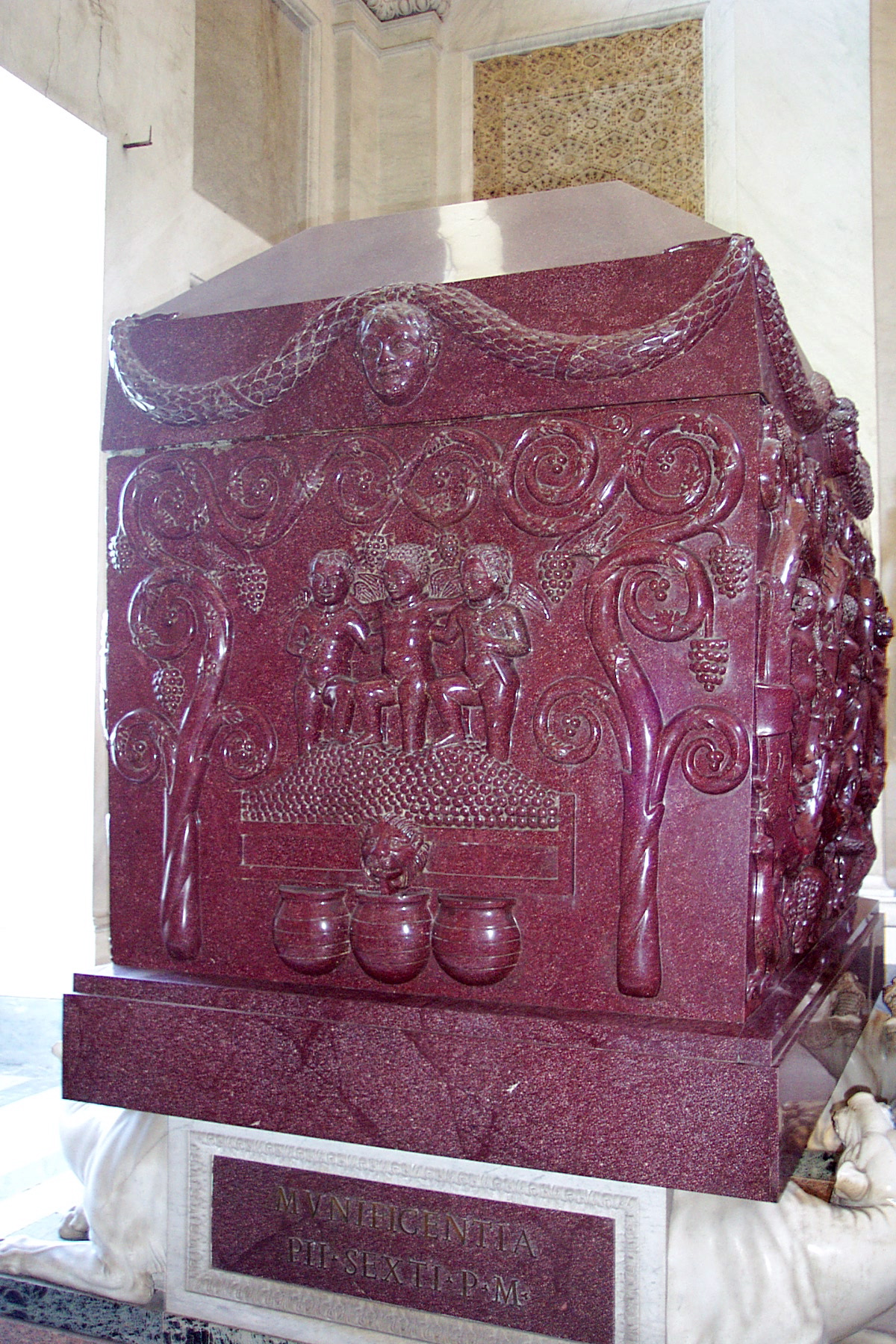
Sarcofago di Costantina, oggi conservato ai Musei Vaticani, in origine collocato nel suo mausoleo

Il gusto di questi personaggi, spesso di origine provinciale, si rivolge alla corrente artistica definita "arte plebea", caratterizzata da una maggiore espressività e da un maggiore individualismo. Rimane tuttavia vivo il legame con la grande tradizione dell'arte ellenistica. Le richieste dei committenti influenzeranno a loro volta l'evoluzione stilistica delle officine scultoree, che elaboreranno nuovi modi espressivi.
Lo stile artistico si caratterizza:
- per una schematizzazione del disegno e una semplificazione delle forme, che spesso richiamano figure geometriche semplici,
- per una concentrazione su pochi tratti fortemente espressivi, mentre i particolari sono eliminati a favore della chiarezza dell'insieme,
- per una generale insensibilità allo spazio e alle relazioni spaziali degli oggetti ed anche alla percezione della loro massa e del loro "peso".

In questa corrente artistica si inseriscono anche le prime manifestazioni della scultura di argomento cristiano. Sono spesso le stesse officine a produrre sia opere cristiane, sia quelle che potremmo chiamare pagane o più esattamente profane: le sculture dei sarcofagi cristiani restano stilisticamente coerenti con le pratiche artistiche diffuse nel periodo.
Nella seconda metà del III secolo la produzione di sarcofagi è concentrata soprattutto a Roma, dove resterà notevole fino agli inizi del IV secolo. Esistono, tuttavia, anche atelier regionali, come quelli di Marsiglia e di Cartagine.
Il marmo utilizzato per la produzione proveniva soprattutto da Carrara (marmo lunense), ma anche dalla Grecia (marmo pario, marmo proconnesio) e dall'Asia Minore. I blocchi di marmo potevano essere importati grezzi oppure semirifiniti, dopo una prima sbozzatura presso le cave, che consentiva di abbattere il peso del materiale e il costo del trasporto, oppure ancora potevano essere del tutto rifiniti già nelle officine specializzate che si trovavano presso i luoghi di estrazione o di stoccaggio. Le forme già complete o appena abbozzate potevano esprimere diverse soluzioni formali, a seconda delle origini degli scultori, che si traducevano in schemi decorativi diversi.
Le tre tipologie di sarcofagi "pagani" più diffusi all'epoca sono le medesime utilizzate per realizzare anche i sarcofagi cristiani (sarcofagi a fregio continuo,  a colonnette, strigilati, con clipeo centrale).
In particolare i sarcofagi strigilati si presentano in origine nella forma a vasca, anziché nella più comune forma parallelepipeda, ornati con strigilature a forma di "s" e di teste di leone. Il modello deriva dalle vasche per la fermentazione del vino, in cui le teste di leone erano utilizzate per spillarlo. Spesso sono presenti temi dionisiaci nella decorazione.

Compare in questo periodo lo schema decorativo con clipeo, che reca al centro l'imago clipeata (busto inserito in uno scudo rotondo), con il ritratto del defunto, a volte sostituito da un'epigrafe; analogamente anche lo scudo può essere rimpiazzato da una conchiglia.
Questi tipi si vanno evolvendo con il tempo. Il tipo strigilato perde rapidamente la forma a vasca, restando tuttavia fedele allo stesso schema nella disposizione delle decorazioni. Nel tipo a fregio continuo, che poteva ospitare una serie di personaggi giustapposti, ad occupare l'intera altezza dei lati, oppure comprendere piccole scene di altezze differenti, si organizzerà in registri orizzontali, con l'aggiunta di un clipeo centrale.
Nel corso del IV secolo il sarcofago a colonnette sarà decorato con schemi architettonici sempre più complessi, in cui alcune parti vengono a volte rimpiazzate da elementi vegetali. Si sviluppa anche una nuova tipologia che associa la divisione orizzontale in registri e quella verticale a colonne, come nel sarcofago di Giunio Basso, datato al 359.

## L'iconografia
È difficile identificare il momento in cui alcune forme presenti nell'arte funeraria diventano manifestazioni di fede cristiana, poiché il repertorio dei temi figurativi rimane lo stesso. In alcuni casi si ricorre senza alcuna modifica ai temi del repertorio tradizionale: per simboleggiare i nuovi concetti si ricorre a raffigurazioni che hanno un significato simile anche nell'arte pagana. Così i motivi bucolici possono evocare la pace eterna del paradiso, oppure il pastore crioforo (che porta l'agnello) che allude nell'arte pagana alla filantropia, o anche il tema di Orfeo che incanta gli animali, possono evocare la figura del Cristo come buon Pastore. Ancora, la figura femminile con le braccia alzate che evocava la Pietas, diventa ora una rappresentazione della preghiera cristiana, e simbolo dunque della fede del defunto.
Altre volte i modelli iconografici esistenti sono invece modificati e ricombinati per presentare una narrazione diversa, legata ora ai temi biblici. Così, la storia di Giona (inghiottito da un pesce e poi liberato dopo tre giorni), che allude alla morte e resurrezione del Cristo e viene spesso rappresentata in diverse scene sui sarcofagi, utilizza il tema funerario pagano della barca con amorini, qui sostituiti da marinai, o, per raffigurare il pesce da cui Giona viene inghiottito, i fantastici animali marini del corteggio di Nettuno, tema anch'esso presente nell'iconografia funeraria pagana: in tal modo si spiega, ad esempio, la presenza di una figura di Nettuno a lato della barca in un sarcofago di Santa Maria Antiqua a Roma.
Ancora, in un'altra scena, Giona che riposa sotto la pergola riprende il tema del riposo di Dioniso  o del pastore Endimione addormentato: quando questa è l'unica scena del ciclo rappresentata, è solo la presenza della "cucurbita" del racconto biblico che permette di identificare il personaggio come Giona.
Gli stessi motivi ricorrono sia nei sarcofagi che nelle pitture delle catacombe. Troviamo le prime illustrazioni di scene bibliche già nella seconda metà del III secolo. La scelta delle scene deriva probabilmente dalla liturgia funeraria, che si riferiva agli esempi biblici di salvezza accordati da Dio agli uomini.
Inizialmente dominano temi dell'Antico Testamento, mescolati a scene pastorali e bucoliche: tra le più frequenti i tre giovani nella fornace, Daniele nella fossa dei leoni, Noè, Mosè e la sorgente, il sacrificio di Isacco.  Dagli inizi del IV secolo diventano mano mano più frequenti le scene tratte dai Vangeli, soprattutto i miracoli di Cristo, ma anche scene come l'Adorazione dei Magi, il Battesimo nel Giordano e la Natività, che sottolineano la salvezza recata dalla venuta del Cristo.
L'iconografia di molte di queste scene non è ancora fissata e presenta numerose varianti: si inseriscono elementi tratti dai Vangeli apocrifi, come il bue e l'asinello della stalla della Natività. Presto compare anche la raffigurazione dell'apostolo Pietro, che si distingue nell'assemblea dei discepoli, forse a causa dell'importanza del suo culto a Roma. Il repertorio si arricchisce ancora nel corso del IV secolo, con scene dalle vite degli apostoli Pietro e Paolo e del ciclo della Passione, in cui la Crocifissione è rappresentata con il Cristo trionfante.
Scene e personaggi sono collocati sui lati del sarcofago senza necessariamente seguire l'ordine del racconto, ma badando soprattutto all'effetto di insieme: per esempio la scena di Daniele nella fossa dei leoni, con composizione simmetrica, si colloca spesso al centro, mentre il sacrificio di Isacco e la consegna delle Tavole, dominate da linee oblique, si inseriscono ai lati dell'elemento centrale e spesso sono collocati alle estremità la scena di Mosè e la sorgente e la resurrezione di Lazzaro e infine i tre giovani nella fornace si colloca regolarmente sul bordo del coperchio, per via della sua orizzontalità.

## Alcuni sarcofagi famosi

### Sarcofagi di Elena e Costantina
I sarcofagi di Elena e di Costantina (madre e figlia di Costantino I) si attengono alla corrente aulica. Nel primo tuttavia si notano motivi di arte plebea quali mancanza di prospettiva e inesistenza di un credibile piano di appoggio. Sostenuto da una coppia di leoni si deduce che non era stato eseguito appositamente per la madre ma per un uomo, e questa tesi è avvalorata dalle scene di guerra rappresentate nel porfido.
Il sarcofago di Costantina, conservato nel mausoleo di Santa Costanza a Roma, invece è di carattere naturalistico e decorativo, strettamente legato ai soggetti raffigurati nella volta del deambulatorio del mausoleo stesso.

### Sarcofago di Santa Maria Antiqua
In questo sarcofago conservato presso la chiesa di Santa Maria Antiqua a Roma e datato circa 260-280 d.C. sono raffigurate in un continuum una serie di scene simboliche legate a nuovo culto cristiano: (da sinistra) Giona sdraiato sotto la vigna, un filosofo che legge un rotolo (al centro), il Buon Pastore ed una scena di battesimo (a destra).
In particolare la predominanza data alla figura dell'orante al centro serve per alludere alla sapienza (come si trova anche in alcuni sarcofagi pagani), intesa come vera filosofia della rivelazione cristiana; esso diveniva anche il simbolo dell'anima stessa del defunto, tanto che in alcuni casi ne riproduceva anche le sembianze in vita

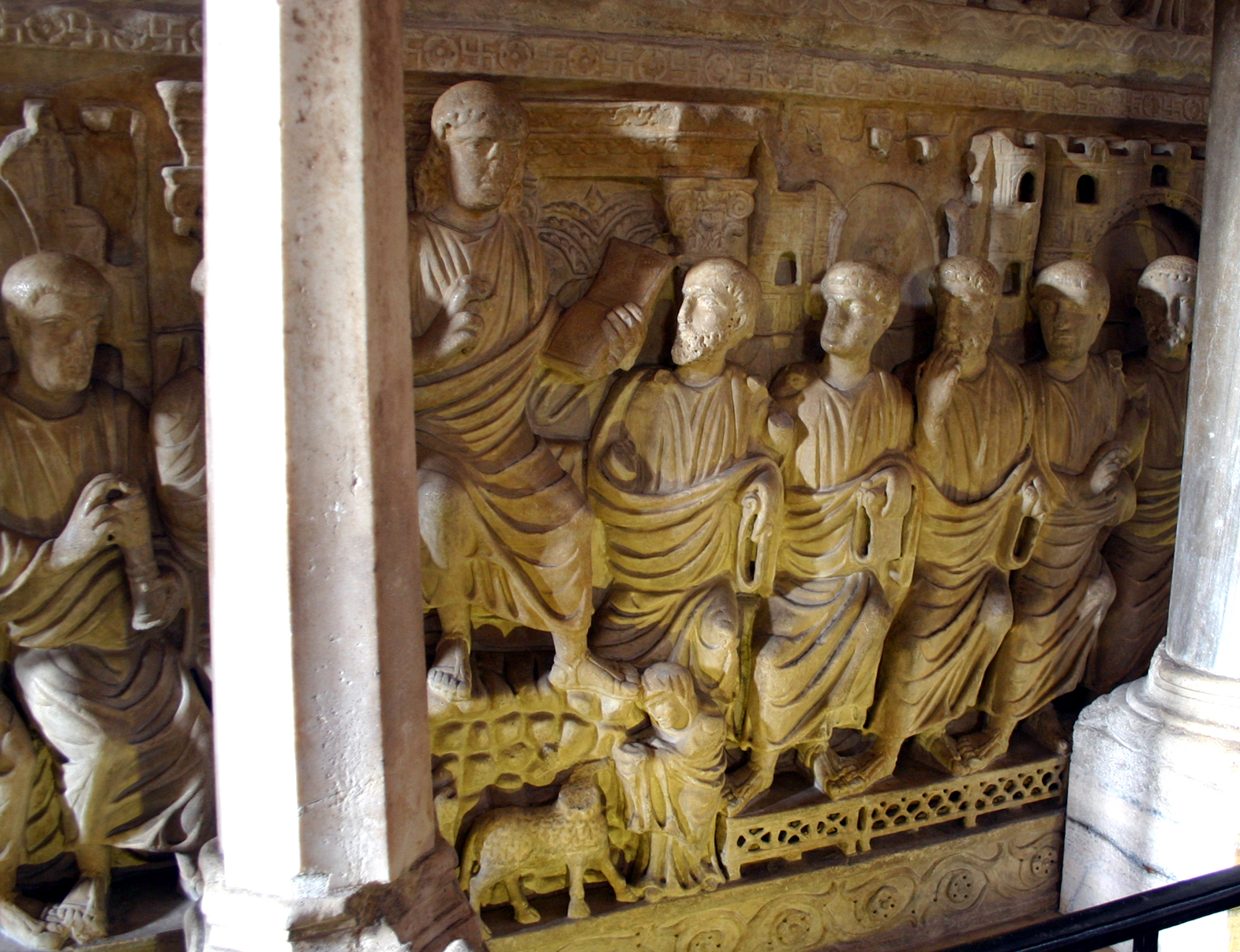
Sarcofago di Stilicone, dettaglio della parte centrale, Basilica di sant'Ambrogio, Milano

Il Sarcofago di Stilicone si trova nella basilica di Sant'Ambrogio a Milano ed oggi è inglobato in un ambone medievale. Fu scolpito nella seconda metà del IV secolo e presenta una serie di figure allineate su uno sfondo di una città immaginaria con le architetture che incorniciano ritmatamente le teste delle figure. Al centro si trova la figura di Cristo seduto su un trono, in posa frontale e benedicente, con in mano il libro della Legge, che anticipa la successiva iconografia bizantina e medievale del Cristo-giudice.

### Sarcofago del Buon Pastore
Una nuova simbologia si riscontra nel cosiddetto Sarcofago del Buon Pastore, conservato nel Museo Pio Cristiano di Roma e risalente alla seconda metà del IV secolo. Attorno ad una figura centrale del buon pastore, ingrandita, posta su un piedistallo e riprodotta anche alle due estremità, si dispone una serie di piccoli angeli vendemmiatori in una complessa rappresentazione di tralci di vite ricavati con abbondante uso del trapano. La pianta di vite, già usata in passato per raffigurare paesaggi elegiaci e idealizzati, qui assume la simbologia di rinascita, con i ceppi apparentemente morti e i rami più alti via via più ricchi di fogliame e frutti. I grappoli richiamavano inoltre il vino dell'eucaristia. Questo sarcofago rappresenta un passaggio importante nella cosiddetta "dissoluzione dell'arte classica" operata dalla sensibilità figurativa paleocristiana: la composizione sintattica rinuncia in coerenza, in vista del più stringente fine di presentare immagini significative, in modo che il racconto risulta slegato e il ritmo è dato dall'ornato piuttosto che dal senso della narrazione. Per questa ragione, la figura del Cristo imberbe è ripetuta tre volte.
Un altro Sarcofago del Buon Pastore, risalente al V secolo, è conservato nel Museo di San Matteo a Pisa.

### Sarcofago con i miracoli di Cristo
Sempre al Museo Pio Cristiano è conservato un altro interessante esempio di sarcofago paleocristiano con uno stile della rappresentazione continuo, il cosiddetto Sarcofago con i miracoli di Cristo, in marmo, risalente al IV secolo. In esso sono raffigurati in una affollata raffigurazione da sinistra sono rappresentati: il peccato originale, i miracoli del vino, del cieco guarito e del morto resuscitato.
La figura di Cristo, senza aureola, giovane e imberbe, è rappresentata tre volte a breve distanza, in posizione pressoché identica, che ne facilità l'identificazione. Le figure appaiono strette nello spazio e si sovrappongono fisicamente le une alle altre.

### Sarcofago di Giunio Basso

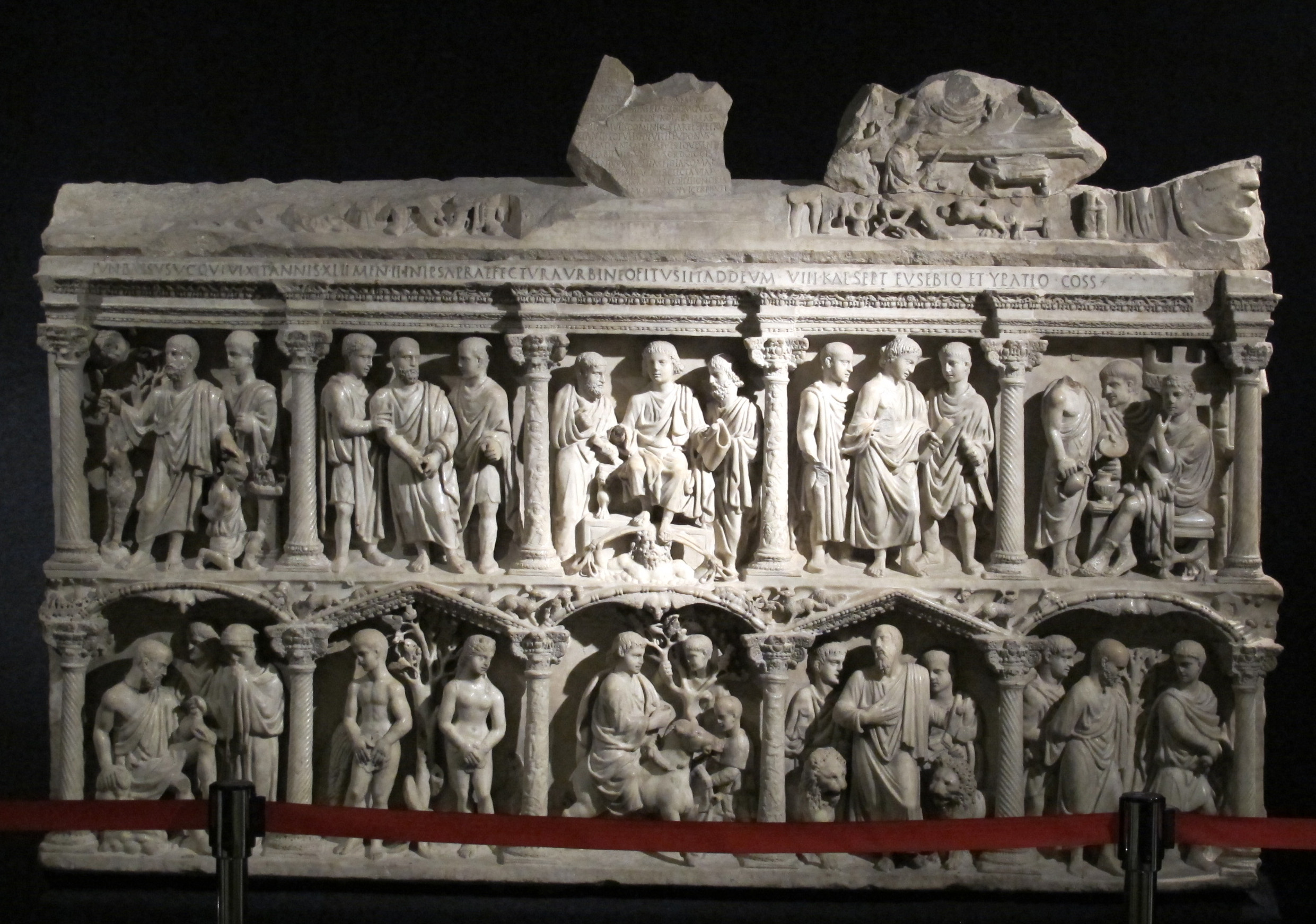
Il sarcofago di Giunio Basso

Il sarcofago di Giunio Basso, (originale in marmo nel Museo del Tesoro di San Pietro, mentre un calco in gesso si può vedere nel Museo Pio Cristiano dei Vaticani, 243x141 cm, seconda metà del IV secolo), ha un'impaginazione del tutto diversa, con la divisione delle scene in uno schema rigoroso scandito dalle colonnine di una ipotetica architettura che disegna due registri con cinque scene ciascuno: quello inferiore vede un porticato con colonne sormontate da archi e timpani, quello superiore è architravato.
Un'iscrizione in alto è datata 359 e ricorda l'ex-console Giunio Basso convertitosi al Cristianesimo. Tra una colonna e l'altra sono ritratte scene del Vecchio e del Nuovo Testamento, senza uno svolgersi continuo della narrazione, poiché ogni riquadro è fine a se stesso. Queste scene sono ricchissime di particolari e non immediate, ma complesse, destinate a colti e non alla plebe.
Esso segue ancora la corrente aulica, con una realistica resa volumetrica delle figure, e ciò è dovuto all'estrazione sociale del committente che, in quanto dignitario di corte, è ancora vicino alla tradizione del classicismo imperiale.

### Sarcofagi della Passione
Una nuova iconografia che si venne affermando nel IV secolo è quella dei cosiddetti  sarcofagi della passione. Tale denominazione deriva dal fatto che il soggetto delle sculture è costituito dalla passione di Cristo e dal martirio di San Pietro e San Paolo.
In un esemplare, ritrovato presso le Catacombe di Domitilla e oggi al Museo Pio Cristiano, chiamato Sarcofago con monogrammi di Cristo, si trova al centro, in una rappresentazione anche questa a cinque scene scandite da colonnine, la croce con il monogramma di Cristo affiancato da due colombe, che sovrastano due soldati, guardie del sepolcro colte nel sonno dalla Resurrezione.